# Röplabda az 1984. évi nyári olimpiai játékokon
Az 1984. évi nyári olimpiai játékokon a röplabdatornákat július 29. és augusztus 10. között rendezték.

## Éremtáblázat
(A rendező ország csapata eltérő háttérszínnel, az egyes számoszlopok legmagasabb értéke, vagy értékei vastagítással kiemelve.)
| Az 1984. évi nyári olimpiai játékok éremtáblázata röplabdában | Az 1984. évi nyári olimpiai játékok éremtáblázata röplabdában | Az 1984. évi nyári olimpiai játékok éremtáblázata röplabdában | Az 1984. évi nyári olimpiai játékok éremtáblázata röplabdában | Az 1984. évi nyári olimpiai játékok éremtáblázata röplabdában | Olimpia  |
| ------------------------------------------------------------- | ------------------------------------------------------------- | ------------------------------------------------------------- | ------------------------------------------------------------- | ------------------------------------------------------------- | -------- |
|                                                               | Ország                                                        | Arany                                                         | Ezüst                                                         | Bronz                                                         | Összesen |
| 1.                                                            | Egyesült Államok (USA)                                        | 1                                                             | 1                                                             | 0                                                             | 2        |
| 2.                                                            | Kína (CHN)                                                    | 1                                                             | 0                                                             | 0                                                             | 1        |
| 3.                                                            | Brazília (BRA)                                                | 0                                                             | 1                                                             | 0                                                             | 1        |
| 4.                                                            | Olaszország (ITA)                                             | 0                                                             | 0                                                             | 1                                                             | 1        |
| 5.                                                            | Japán (JPN)                                                   | 0                                                             | 0                                                             | 1                                                             | 1        |
|                                                               |                                                               |                                                               |                                                               |                                                               |          |
| Összesen                                                      | Összesen                                                      | 2                                                             | 2                                                             | 2                                                             | 6        |

## Érmesek

### Férfi torna
| Az 1984. évi nyári olimpiai játékok érmesei férfi röplabdában | Az 1984. évi nyári olimpiai játékok érmesei férfi röplabdában | Az 1984. évi nyári olimpiai játékok érmesei férfi röplabdában | Az 1984. évi nyári olimpiai játékok érmesei férfi röplabdában |
| --- | --- | --- | ------------------------------------------------------------- |
| Arany | Ezüst | Bronz |                                                               |
| Egyesült Államok (USA) | Brazília (BRA) | Olaszország (ITA) |                                                               |
| Douglas Dvorak Dave Saunders Steven Salmons Paul Sunderland Rich Duwelius Steve Timmons Craig Buck Marc Waldie Chris Marlowe Aldis Berzins Patrick Powers Karch Kiraly | Amauri Ribeiro Antônio Carlos Gueiros Ribeiro Bernard Rajzman Bernardo Rocha de Rezende Domingos Lampariello Neto Fernando Roscio de Ávila Marcus Vinícius Simões Freire José Montanaro Junior Renan Dal Zotto Rui Campos do Nascimento William Carvalho da Silva Mário Xandó de Oliveira Neto | Franco Bertoli Francesco Dall'Olio Giancarlo Dametto Guido De Luigi Giovanni Errichiello Giovanni Lanfranco Andrea Lucchetta Pier Paolo Lucchetta Marco Negri Piero Rebaudengo Paolo Vecchi Fabio Vullo |                                                               |

### Női torna
| Az 1984. évi nyári olimpiai játékok érmesei női röplabdában | Az 1984. évi nyári olimpiai játékok érmesei női röplabdában | Az 1984. évi nyári olimpiai játékok érmesei női röplabdában | Az 1984. évi nyári olimpiai játékok érmesei női röplabdában |
| --- | --- | --- | ----------------------------------------------------------- |
| Arany | Ezüst | Bronz |                                                             |
| Kína (CHN) | Egyesült Államok (USA) | Japán (JPN) |                                                             |
| Lang Ping Liang Jen (Liang Yan) Csu Ling (Zhu Ling) Hou Jü-csu (Hou Yuzhu) Jang Hszi-lan (Yang Xilan) Csiang Jing (Jiang Ying) Li Jen-csün (Li Yanjun) Jang Hsziao-csün (Yang Xiaojun) Cseng Mejcsu (Zheng Meizhu) Csang Zsung-fang (Zhang Rongfang) | Jeanne Beauprey Carolyn Becker Linda Chisholm Rita Crockett Laurie Flachmeier Debbie Green Flo Hyman Rose Magers Kimberly Ruddins Julie Vollertsen Paula Weishoff Susan Woodstra | Egami-Marujama Jumi Morita Kimie Micuja Júko Hirosze Mijoko Isida Kjóko Kagabu Jóko Hiro Norie Szugijama Kajoko Ótani Szacsiko Mijadzsima Keiko Odaka Emiko Nakada Kumi |                                                             |